# Raionul Kaluș (pre-2020), Ivano-Frankivsk
Kaluș (în ucraineană Калуський район, transliterat: Kaluskîi raion) este un raion în regiunea Ivano-Frankivsk, Ucraina. Reședința sa este orașul regional Kaluș, care nu aparține raionului.

## Demografie
Componența lingvistică a raionului Kaluș
     Ucraineană (99,65%)
     Alte limbi (0,33%)
Conform recensământului din 2001, majoritatea populației raionului Kaluș era vorbitoare de ucraineană (99,65%), existând în minoritate și vorbitori de alte limbi.